# سید محسن نصر
سید محسن نصر (زاده ۱۲۸۴ تهران) قاضی، وزیر کار، شهردار تهران و سرپرست وزارت کشور در دوره پهلوی بود.

## خانواده و تحصیلات
پدرش نصرالاطباء کاشانی بود. برادر بزرگترش سید علی نصر از بنیانگذاران هنرهای نمایشی در ایران شد. خودش نیز در اروپا تحصیل کرد و از دانشگاه گرنوبل فرانسه لیسانس و دکترای اقتصاد گرفت. مدتی هم در دادگاه‌های فرانسه کارآموزی کرد تا به ایران بازگشت.

## فعالیت‌های اداری
پس از بازگشت به ایران به استخدام عدلیه درآمد. چند سالی در اصفهان و تهران قاضی بود تا به اداره کل تجارت منتقل و رئیس اداره عهود و قراردادها شد. مدتی هم نماینده دولت در کمیسیون ارز بود.
نصر سپس به وزارت کشور انتقال یافت و مدیرکل اطلاعات و انتخابات شد. در سال ۱۳۲۳ سرپرستی استانداری مازندران را به عهده گرفت و از ششم دی ۱۳۲۴ مدیرکل حسابداری و کارگزینی وزارت کشور شد و به تهران بازگشت تا در سال ۱۳۲۹ در دوره نخست‌وزیری رزم‌آرا معاون وزارت کشور شد. در پنج ماه اول دولت رزم‌آرا، وزارت کشور وزیر نداشت و سرپرستی این وزارت‌خانه با نصر بود. وقتی عزالممالک اردلان وزیر کشور شد، نصر هم از معاونت وزارت کشور کنار رفت.
نصر در دوران نخست‌وزیری دکتر مصدق برای مطالعه در مورد بیمه و مسائل کارگری به آمریکا دعوت شد. پس از بازگشت در سال ۱۳۳۴ در کابینه حسین علاء وزیر کار و سپس شهردار تهران شد. در سال ۱۳۴۱ مدت کوتاهی در کابینه دکتر علی امینی وزیر مشاور بود و بعد دوباره شهردار تهران شد.